# Xysticus kempeleni
Xysticus kempeleni är en spindelart som beskrevs av Tord Tamerlan Teodor Thorell 1872. Xysticus kempeleni ingår i släktet Xysticus och familjen krabbspindlar. Utöver nominatformen finns också underarten X. k. nigriceps.